# Grand bazar d'Istanbul

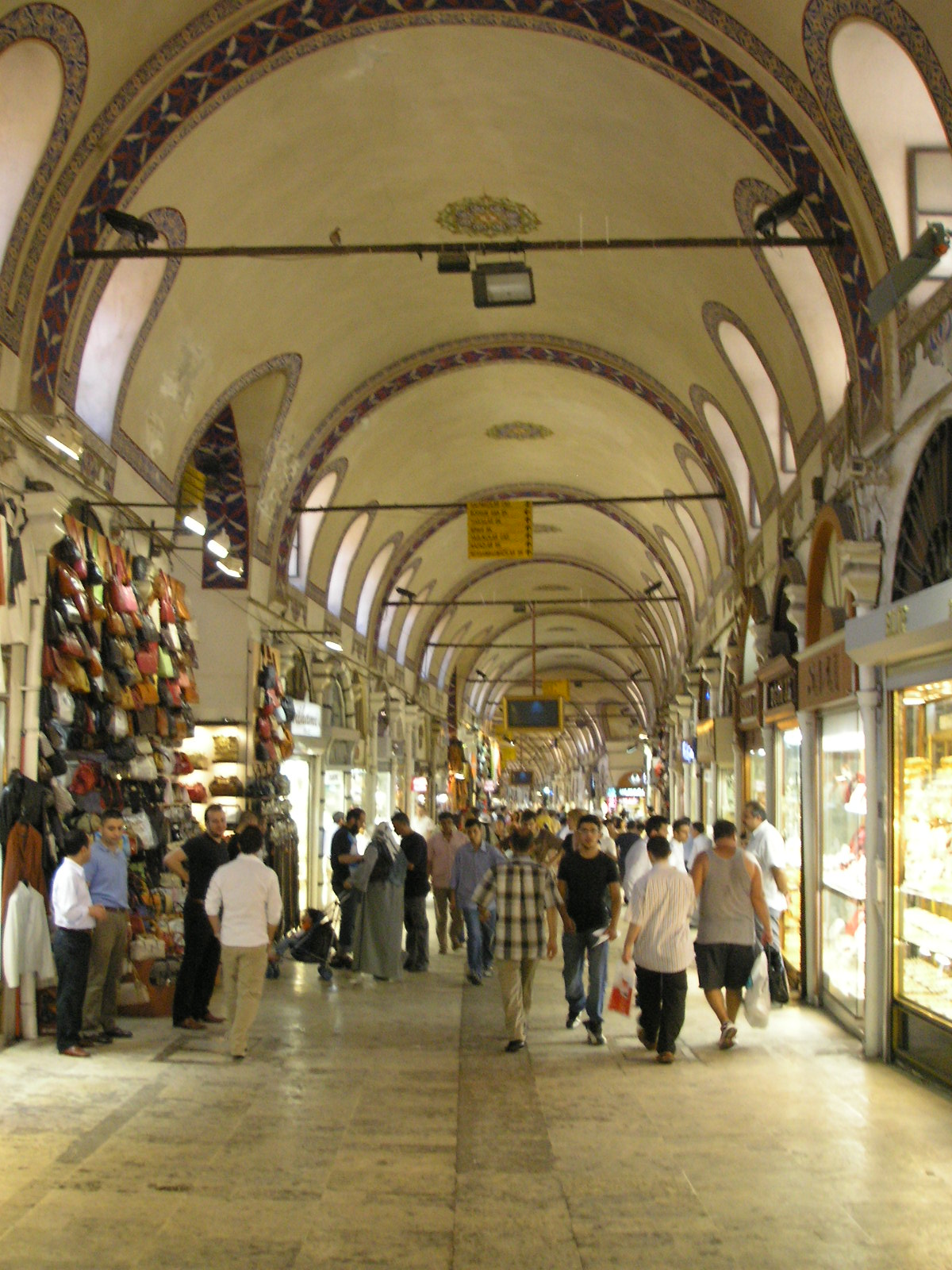
La galerie principale du grand bazar.

Le Grand bazar d’Istanbul (en turc : Kapalı çarşı, littéralement « marché couvert ») est l'un des plus grands et des plus anciens marchés du monde. Il compte 65 rues intérieures, près de 4000 boutiques et a une surface totale de 30 700 m2 . Il est l'une des principales attractions touristiques d'Istanbul et attire entre 250 000 et 400 000 visiteurs par jour.

## Description

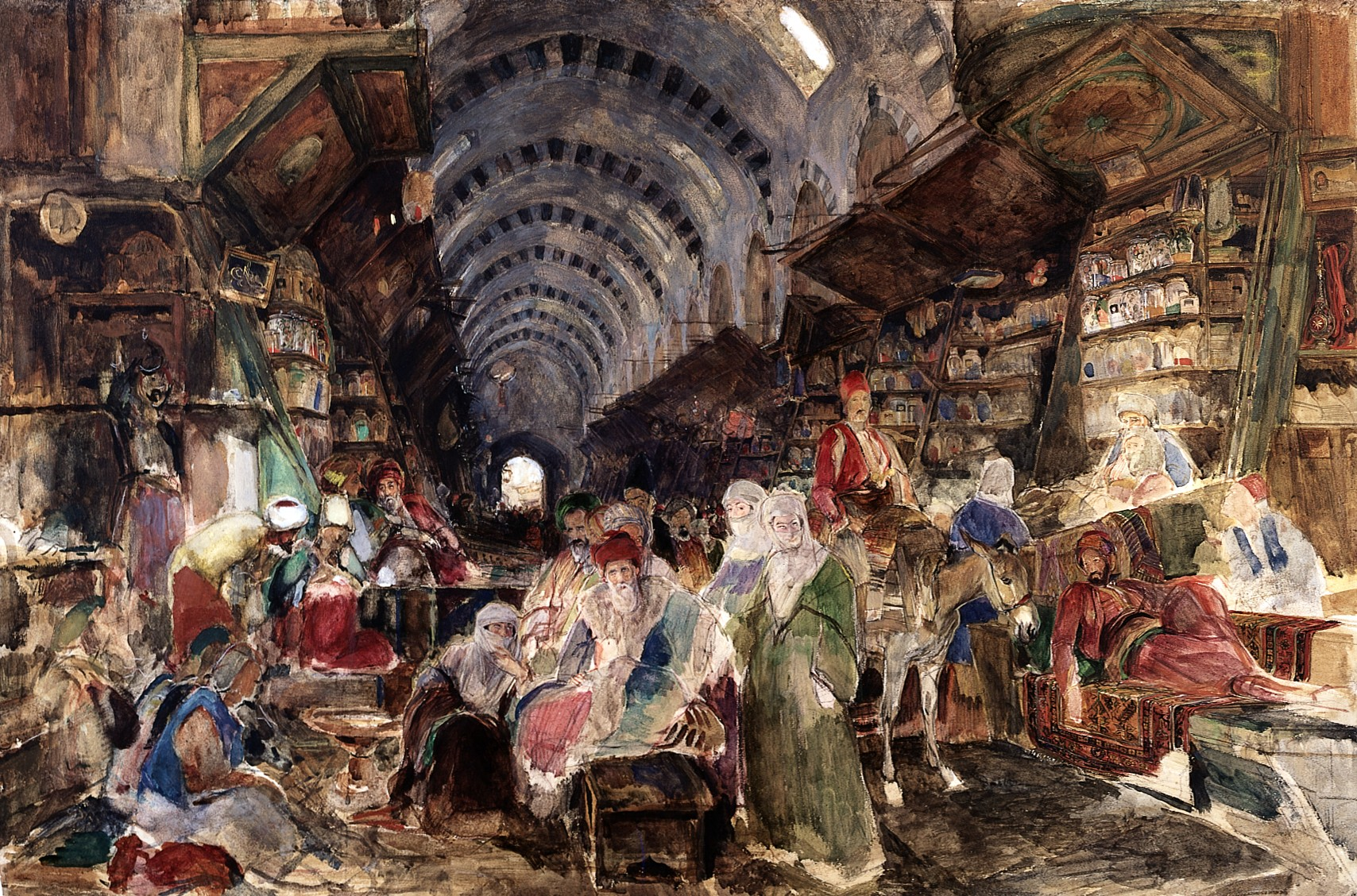
Bazar d'Istambul, J. F. Lewis, 1835-6

Situé le long de 65 rues intérieures auxquelles on accède par 21 portes dont 4 portes principales, il est occupé par 3 600 boutiques,. Il se trouve en plein centre de la ville entre les mosquées Nuruosmaniye et Bayezid II dans le district de Fatih.
La partie la plus ancienne date de 1455 et a été construite en bois sur ordre de Mehmed II, à l'emplacement d'un ancien marché. Au XVIe siècle sous Soliman le Magnifique, il a été considérablement élargi. Il a été restauré et partiellement reconstruit, à la suite d'un tremblement de terre en 1894. Il fut ravagé plusieurs fois par des incendies, dont le dernier est survenu en 1954, détruisant la moitié du bâtiment.
Comme tous les bazars, il est organisé par quartiers regroupant chacun un certain type d’artisanat : bijoux, tapis, textiles, mosaïques, argenterie…
Au centre, se trouve une vaste salle voûtée, le Bedesten, sorte de marché aux puces où s'entassent d'innombrables vieilleries : armes anciennes, bijoux, parures, vaisselles, argenteries, pièces de monnaie, etc.
Aujourd’hui, le Grand Bazar est un complexe florissant, employant quelque 26 000 personnes.

## Culture
Dès l’occidentalisation de la société ottomane, le Grand Bazar est devenu un topos obligatoire de la littérature romantique. On doit les descriptions du Bazar au milieu du XIXe siècle à des écrivains comme Edmondo De Amicis et Théophile Gautier.
Dans le film Skyfall (2012), James Bond fait une course-poursuite à moto sur les toits du Grand Bazar.

## Galerie

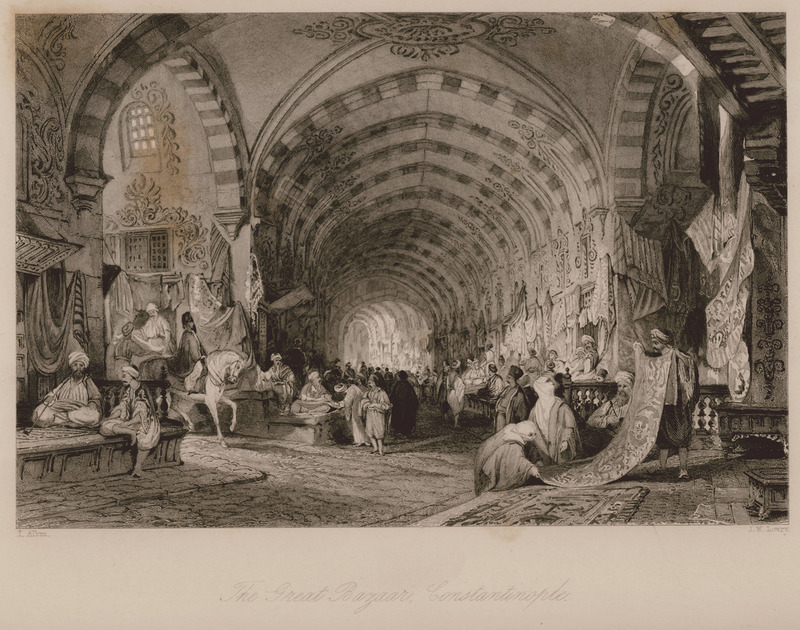
Le Grand bazar, Constantinople, 1836
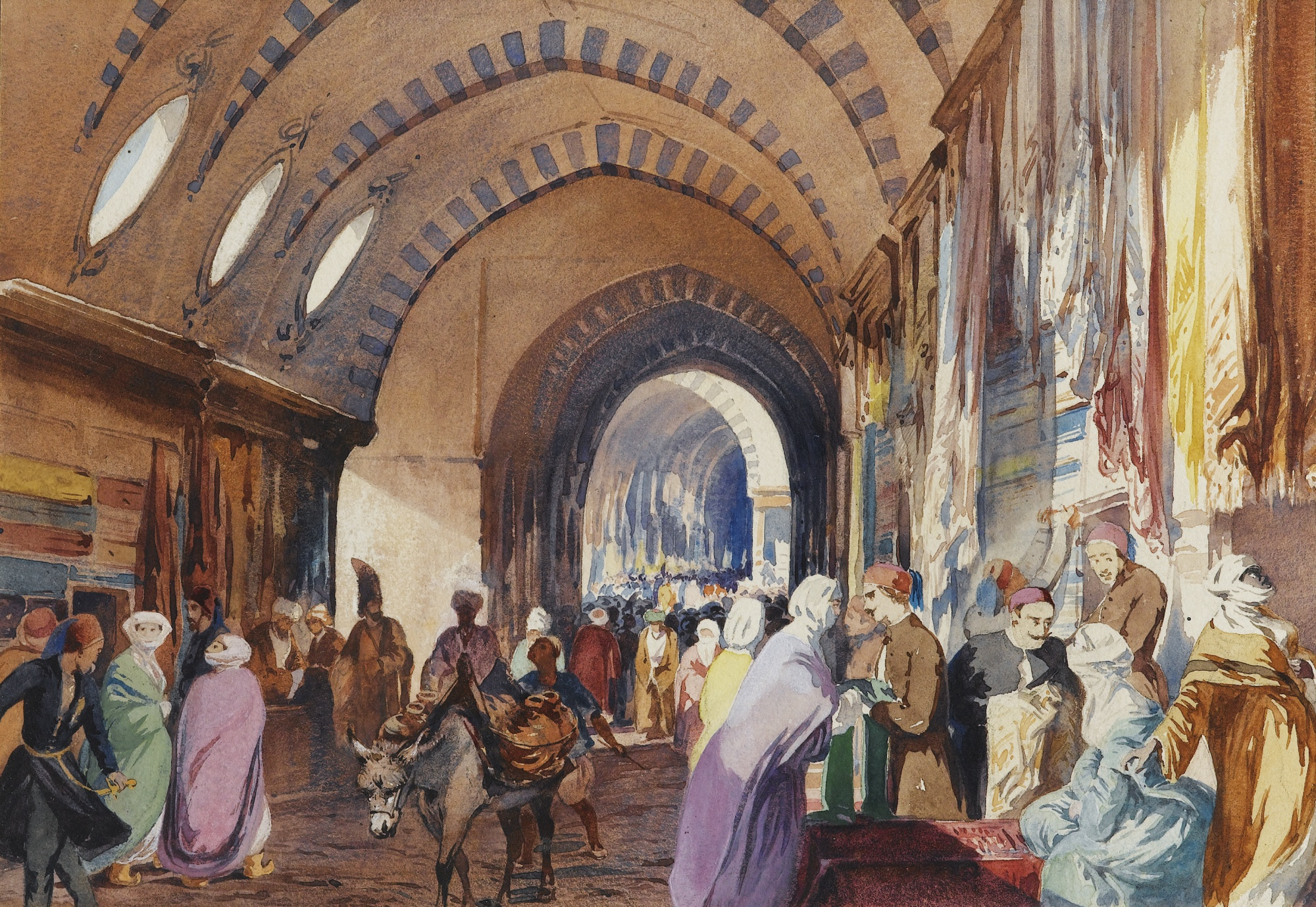
Grand bazar de Constantinople, François d'Orléans, av. 1900
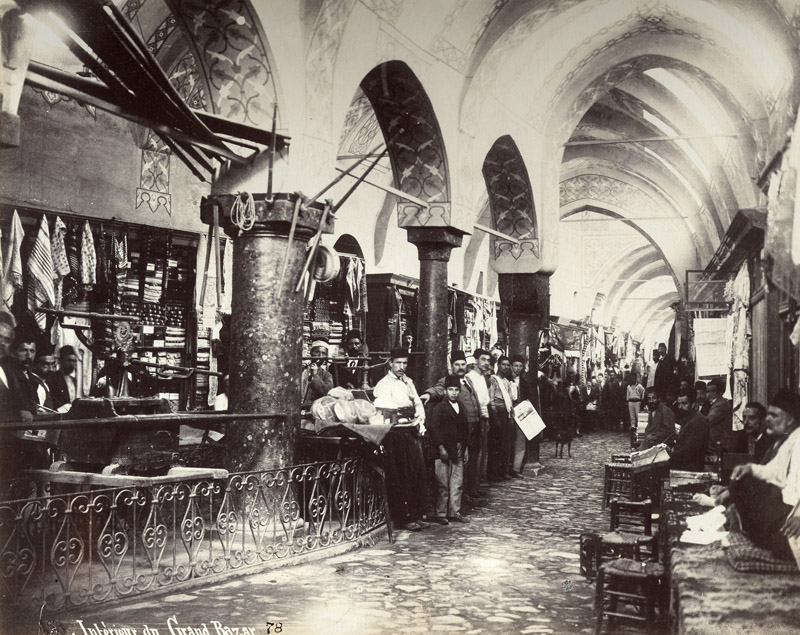
Photographie vers 1890
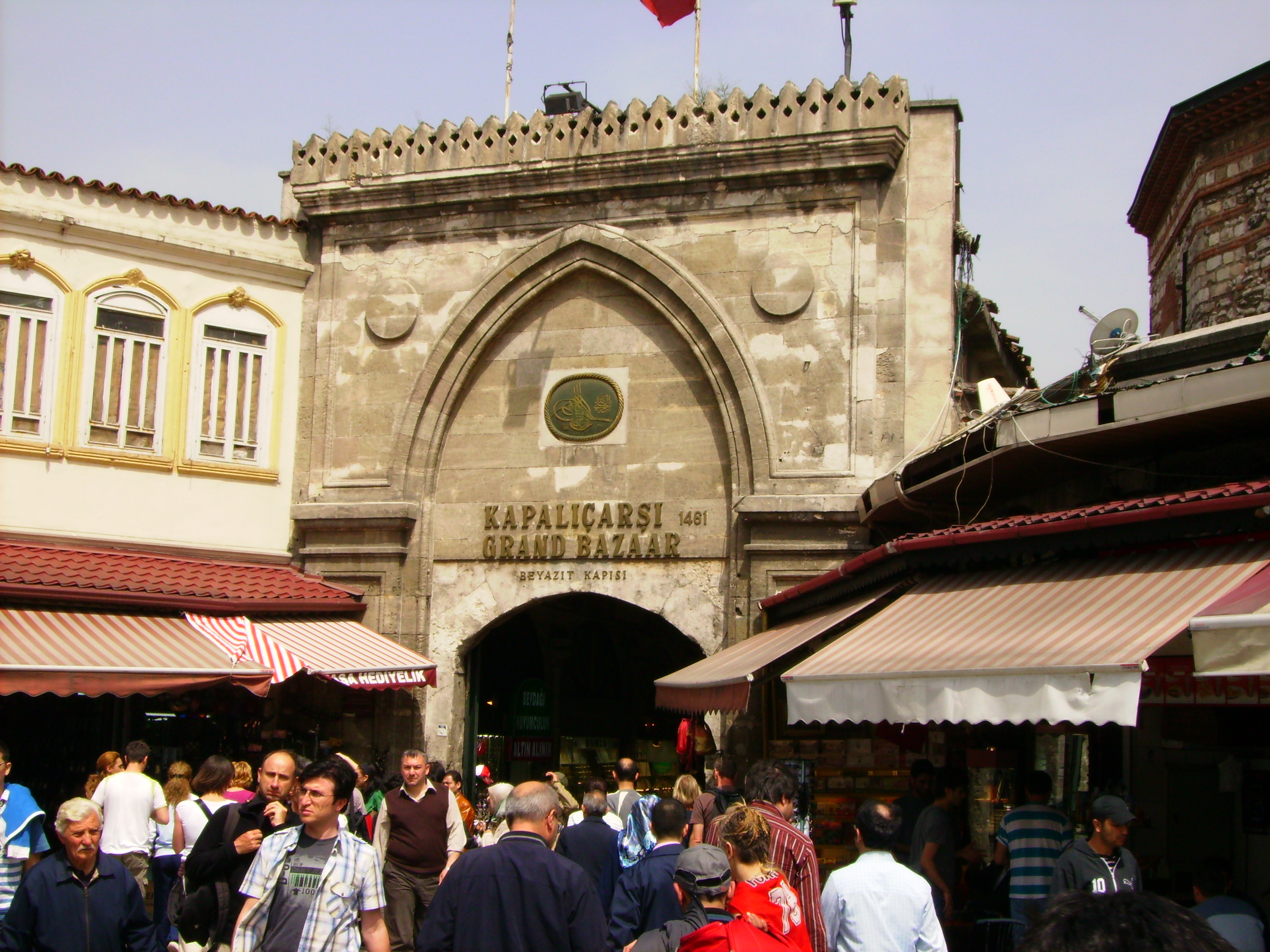
Entrée du Grand bazar, 2007
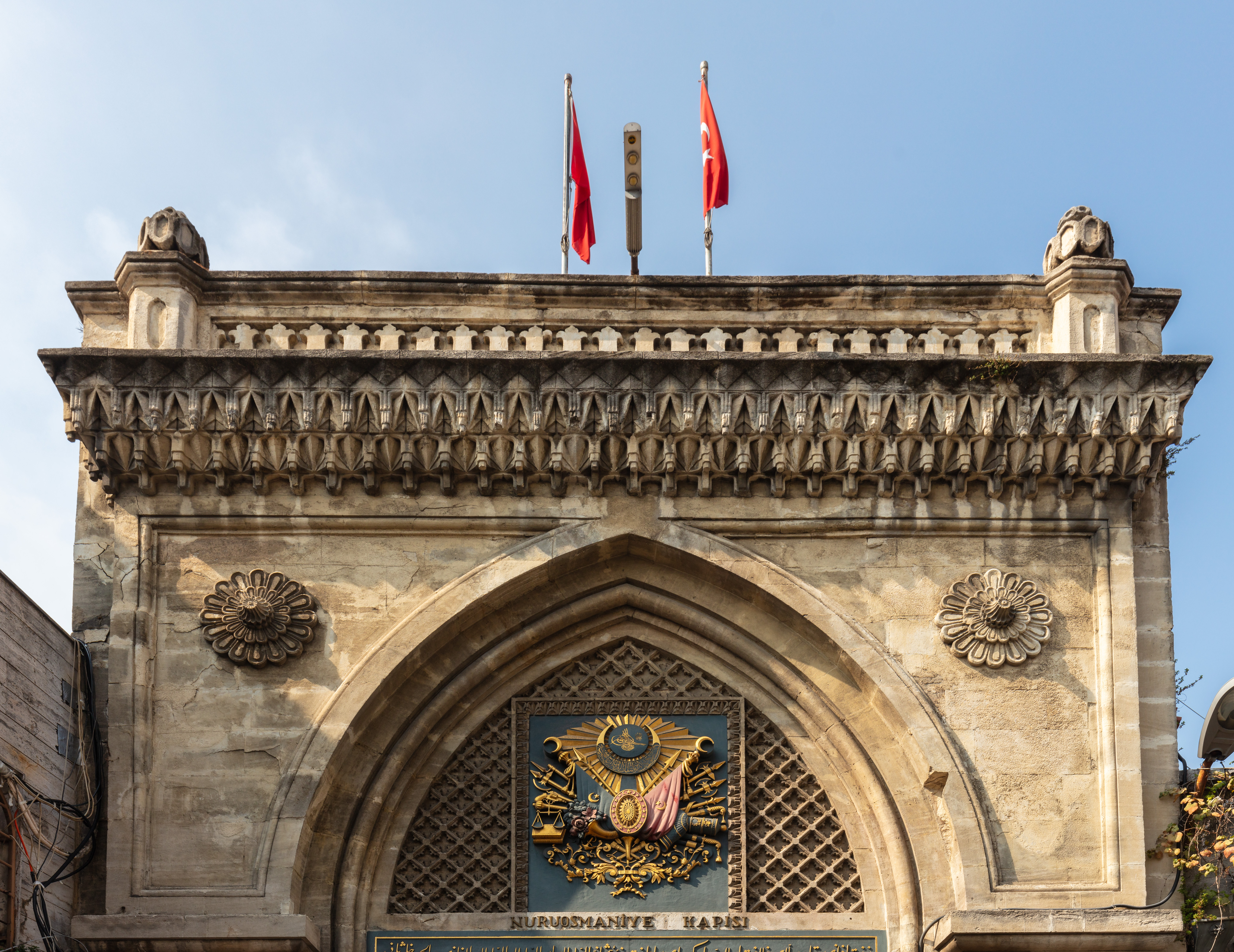
Fronton au portail du Grand bazar
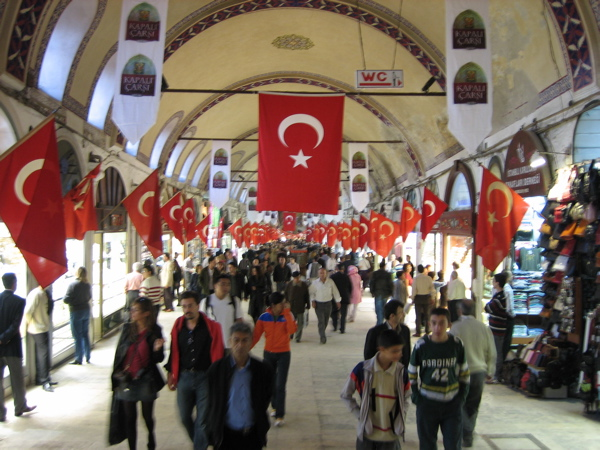
Lors d'Ataturk Day, 2005
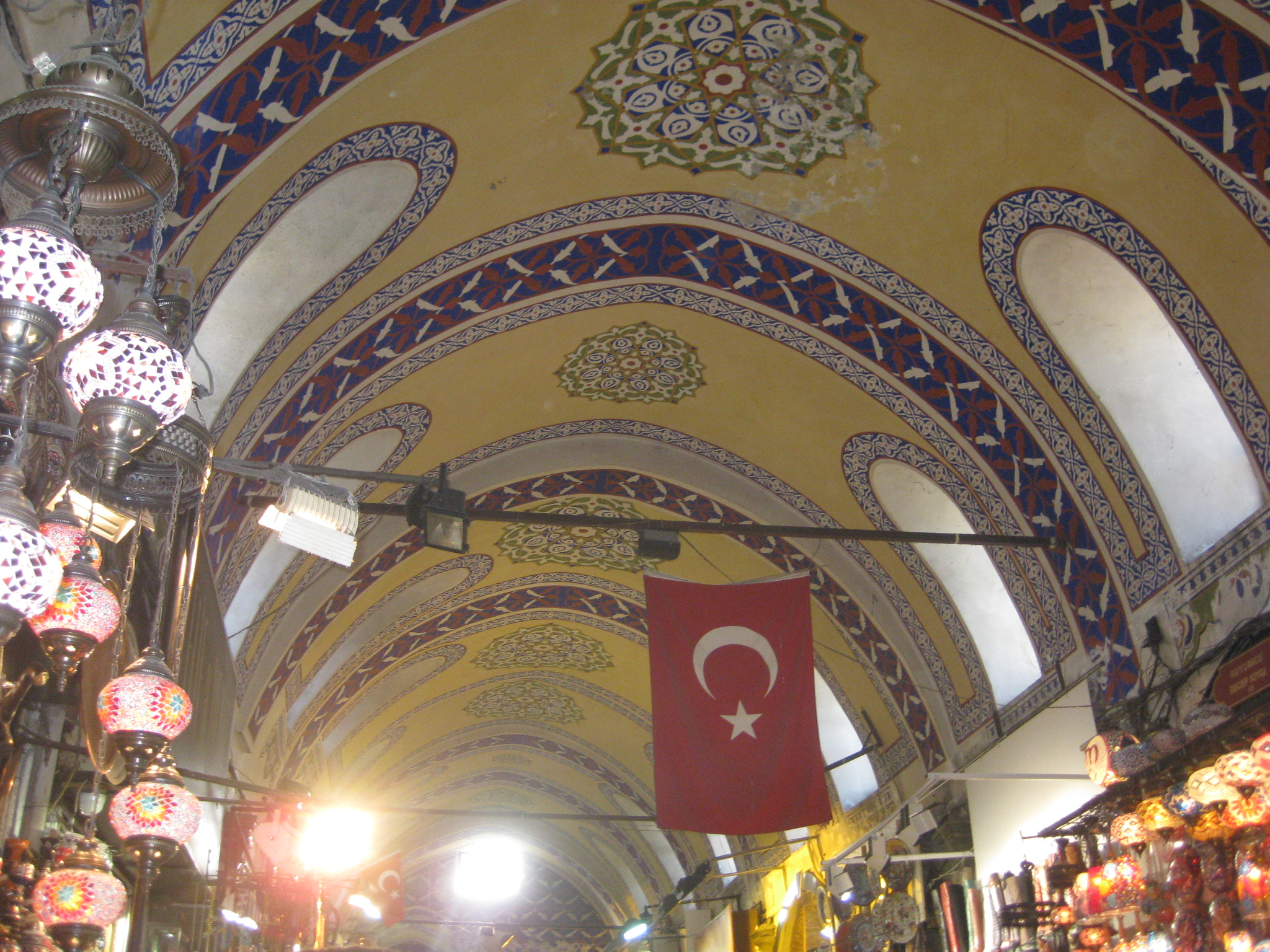
Plafond du Bazar
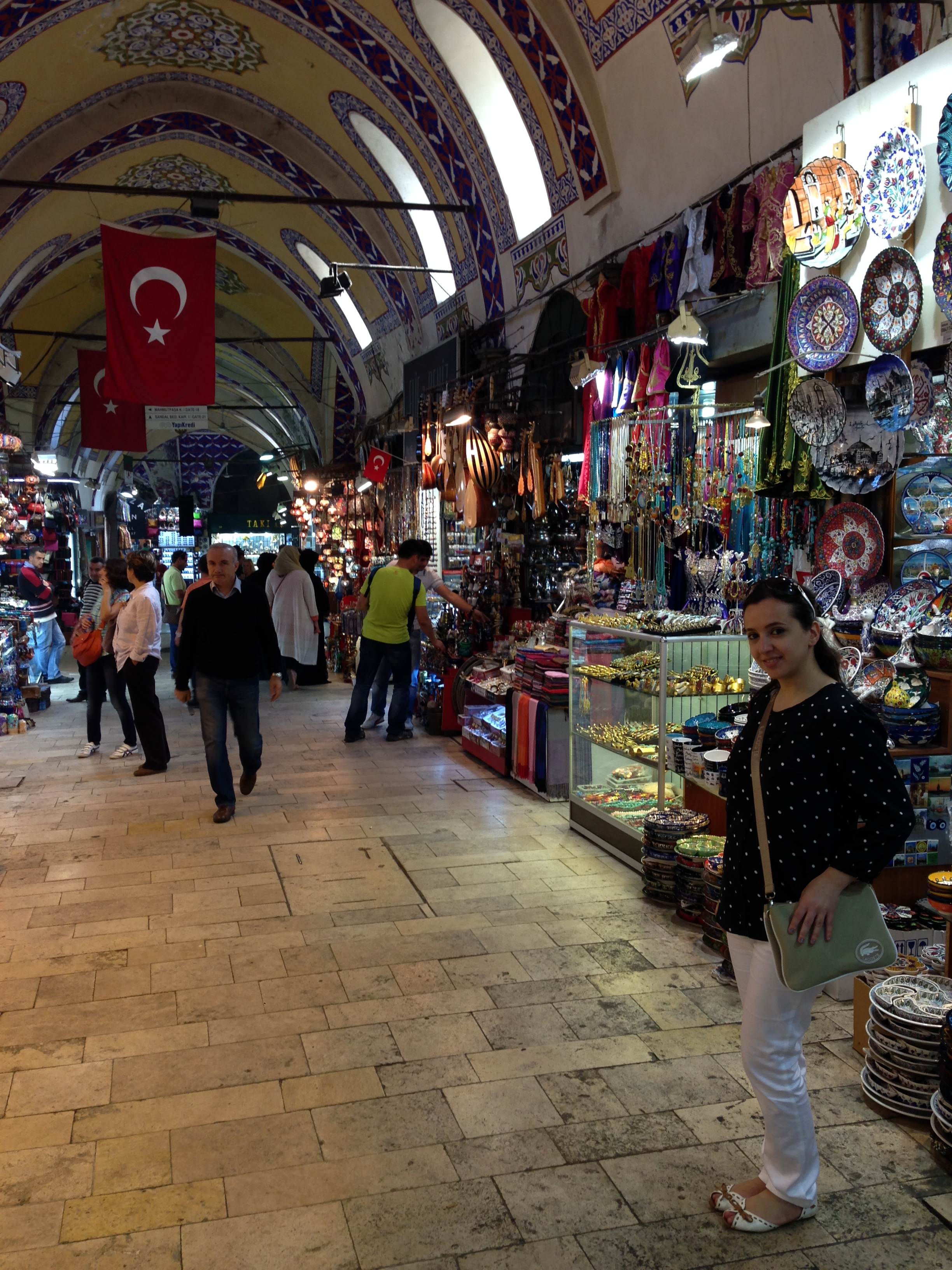
Etals en 2013
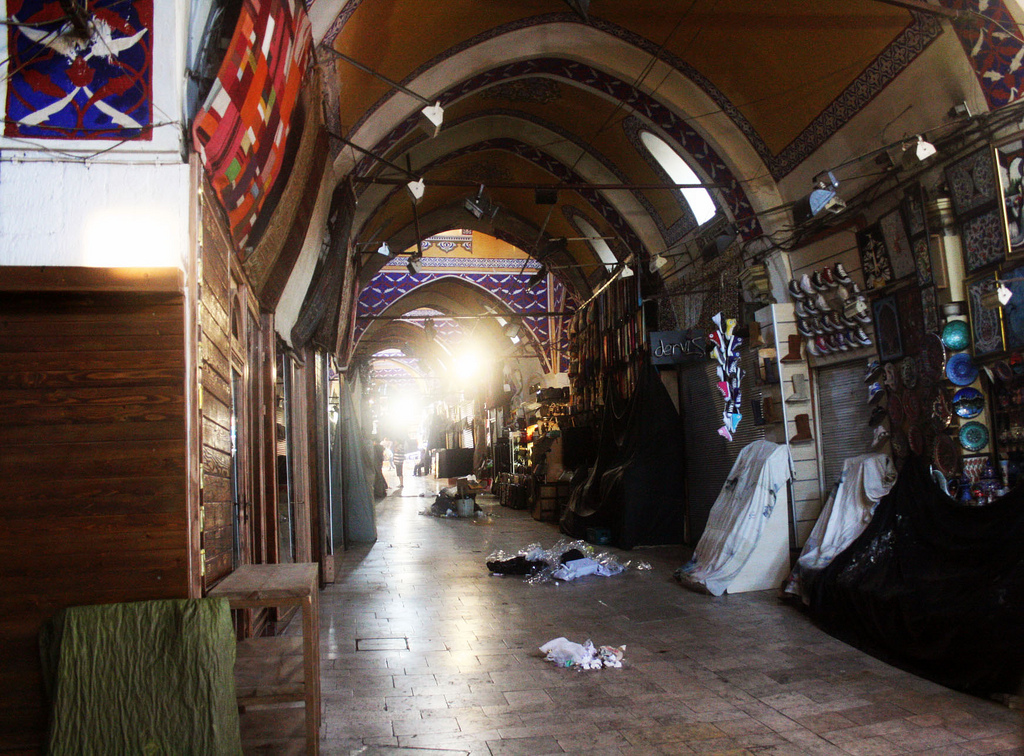
Après fermeture en fin de journée, 2010
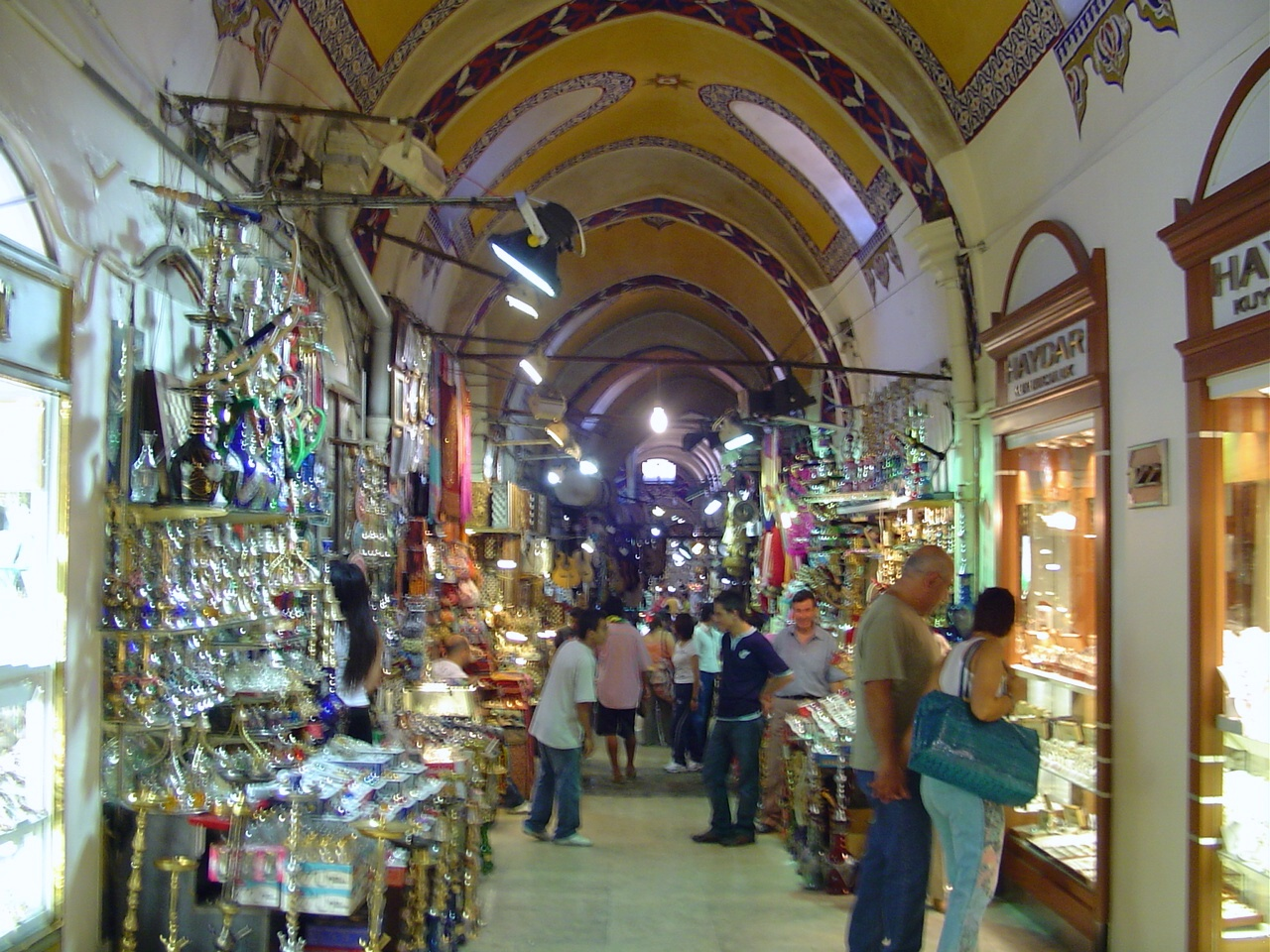
À l'intérieur du Grand bazar, 2005
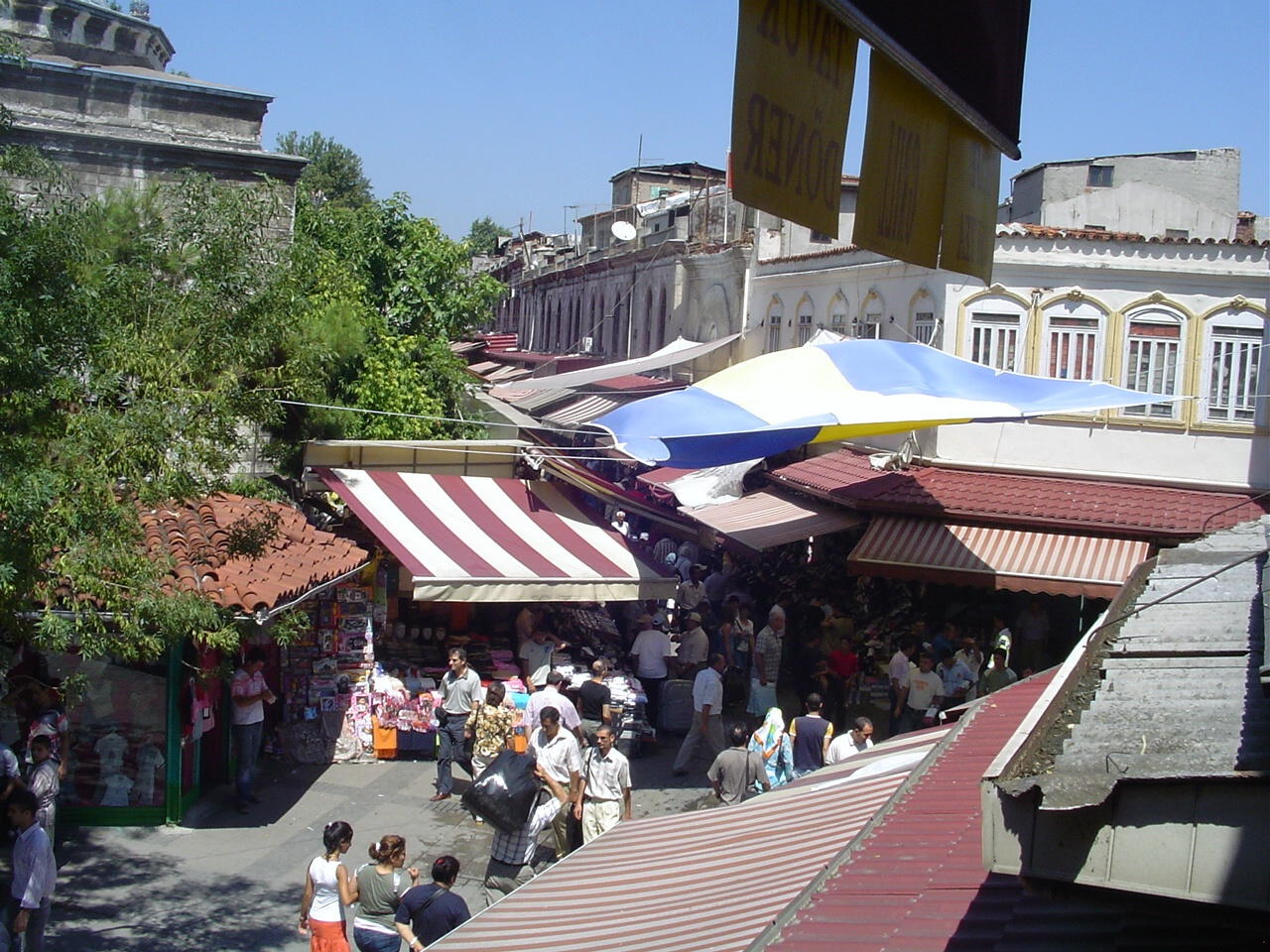
Partie extérieure du Bazar
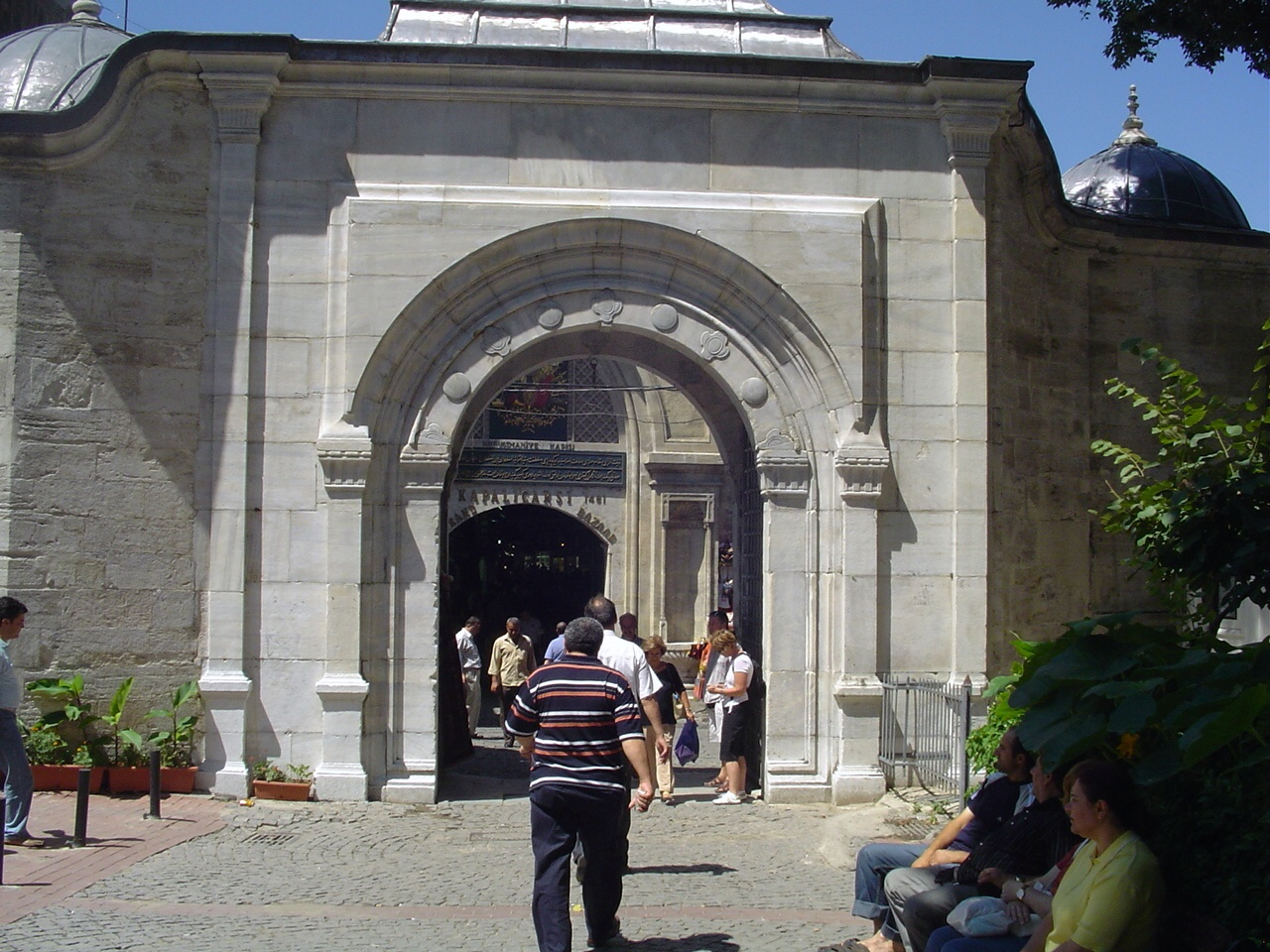
Entrée secondaire, 2006
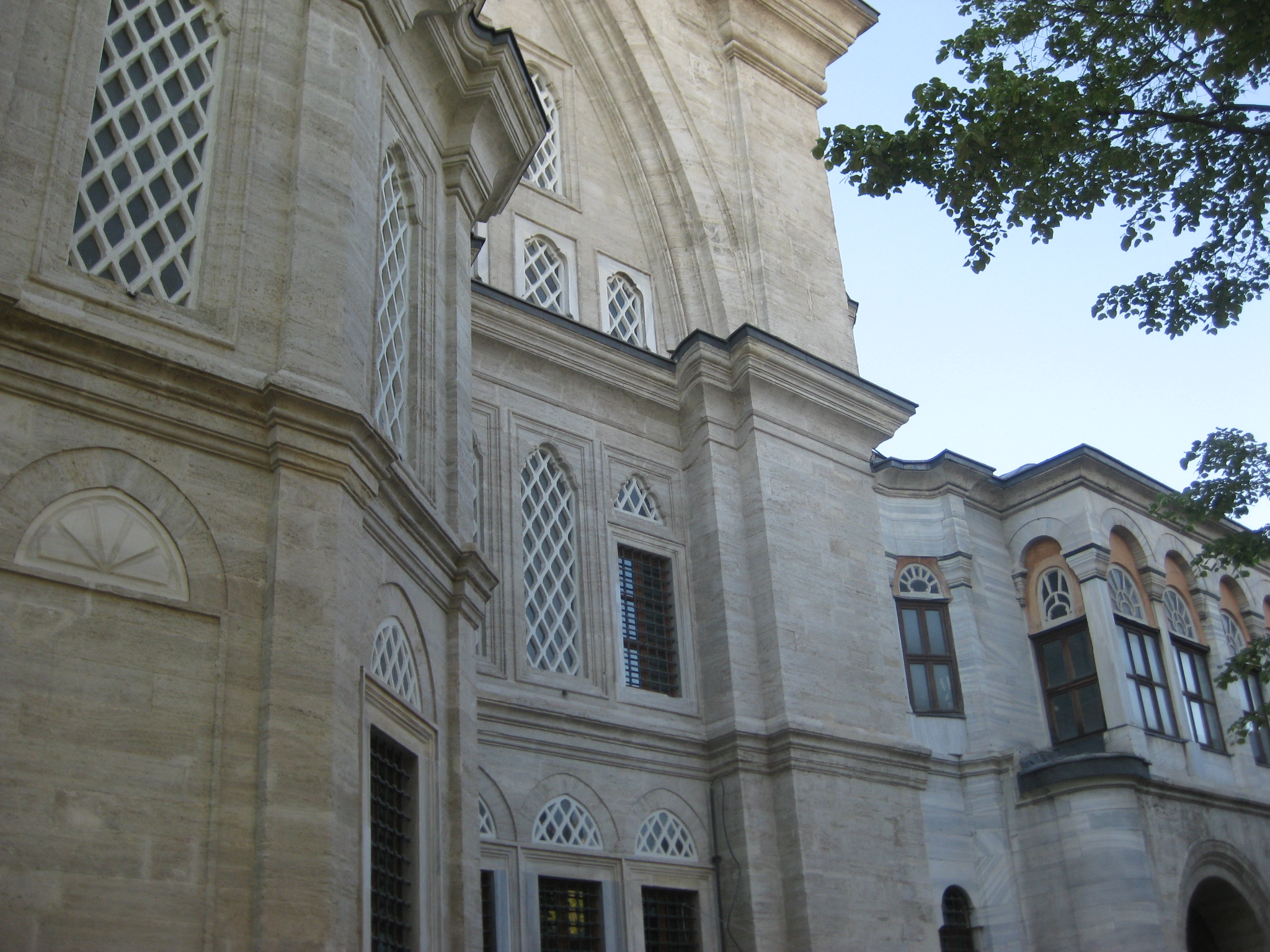
Aspect extérieur du Grand bazar
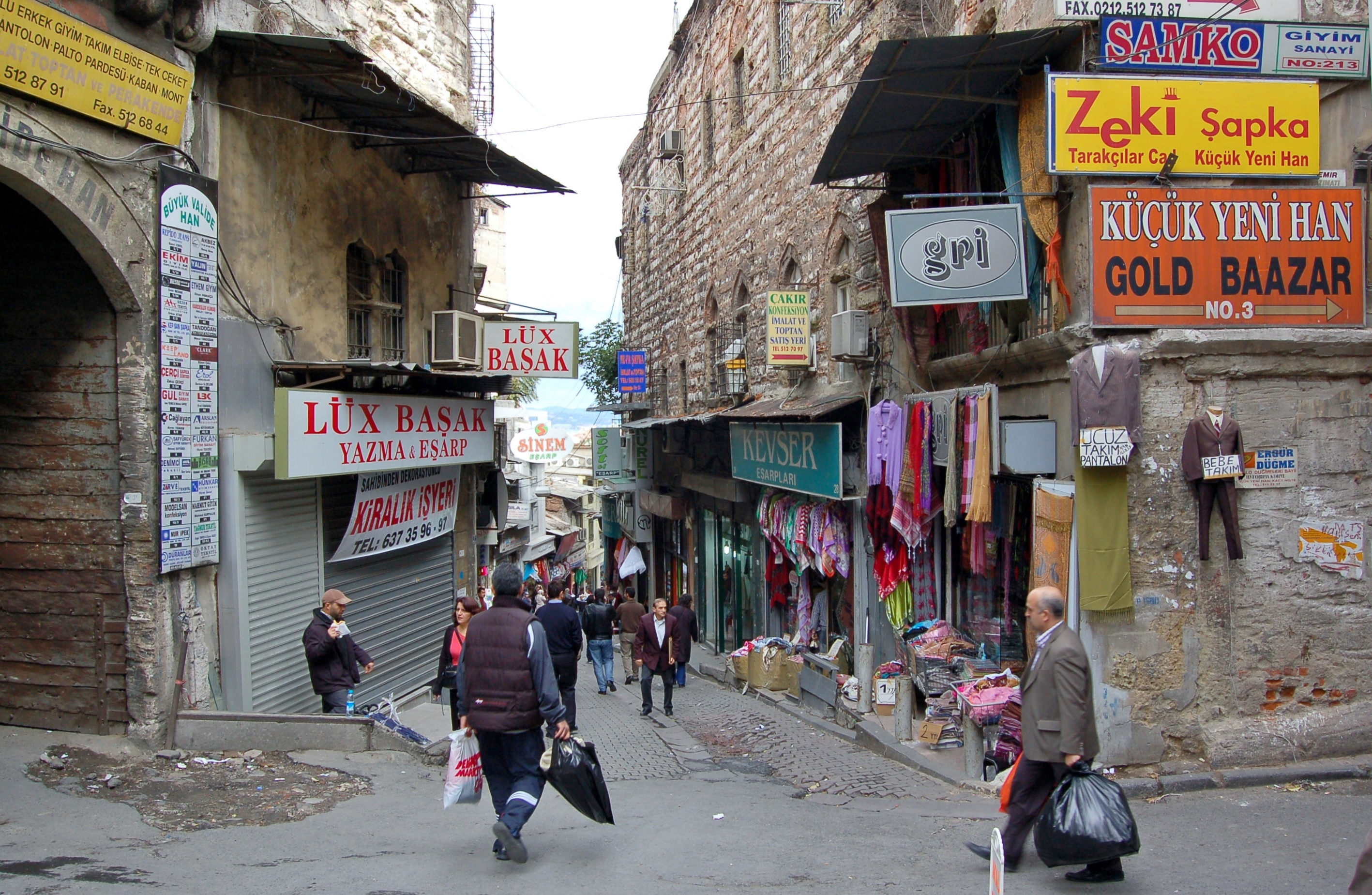
Ruelle attenante au Grand bazar, 2007
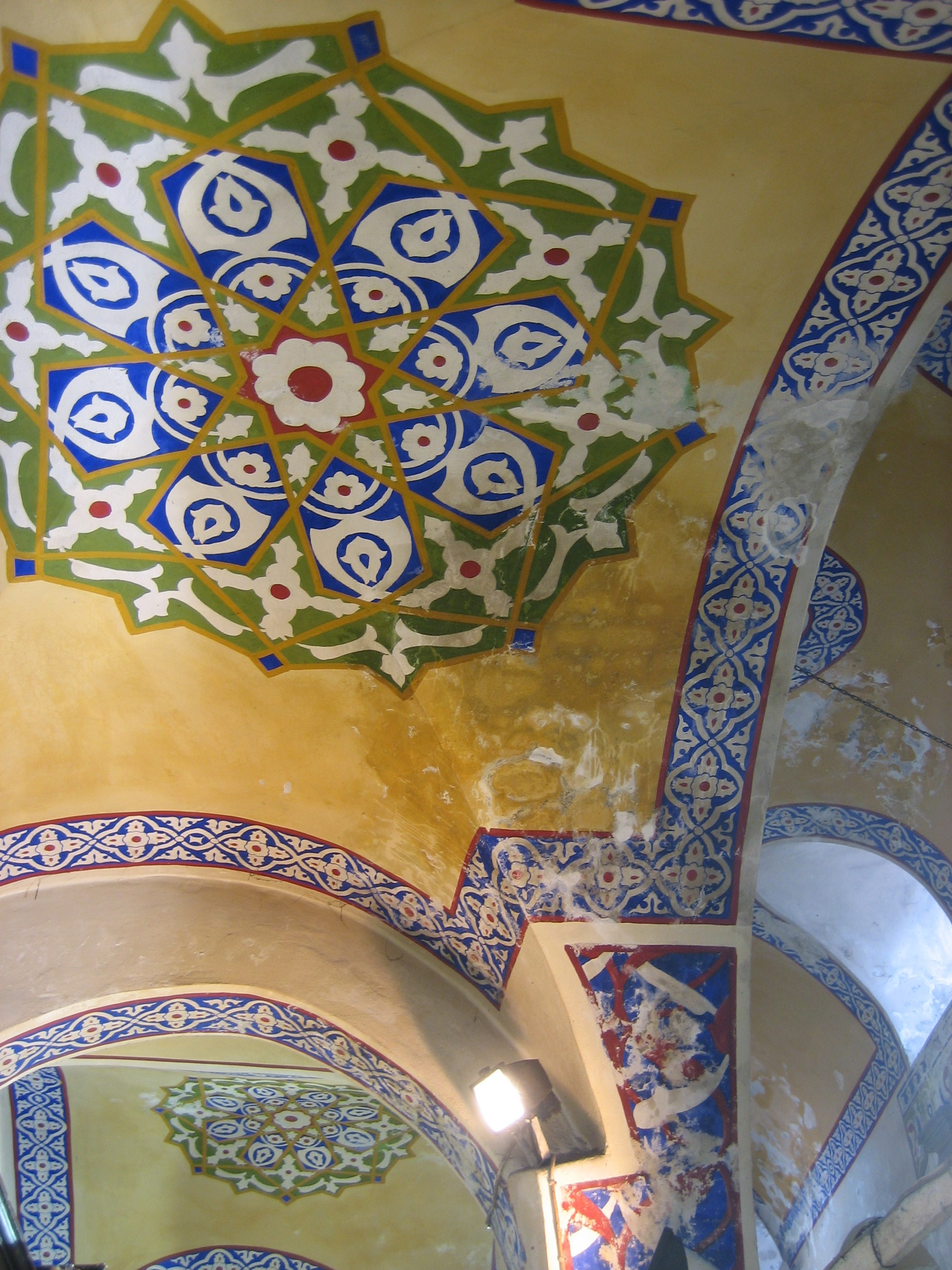
Détail de l'intérieur du Grand Bazar